# Shivangi Joshi
Shivangi Joshi (Pune, 18 maggio 1998) è un'attrice indiana.
È conosciuta per i suoi ruoli di recitazione e interpretazioni in varie serie televisive indiane, tra cui: Yeh Rishta Kya Kehlata Hai, Begusarai e Balika Vadhu.

## Primi anni di vita
Joshi è nata il 18 maggio 1998 a Pune, Maharashtra. Ha studiato a Dehradun.

## Filmografia parziale

### Televisione
- Begusarai (2015-2016)
- Yeh Rishta Kya Kehlata Hai (2016-2021)
- Balika Vadhu 2 (2021-2022)
- Khatron Ke Khiladi 12 (2022)